# Tessa Gobbo
Pour les articles homonymes, voir Gobbo.
Tessa Gobbo, née le 8 décembre 1990, est une rameuse américaine .

## Palmarès

### Championnats du monde
| Discipline       | Chungju 2013 Corée du Sud | Amsterdam 2014 Pays-Bas | Aiguebelette 2015 France |
| ---------------- | ------------------------- | ----------------------- | ------------------------ |
| Quatre de pointe | Or                        | Argent                  |                          |
| Huit             |                           |                         | Or                       |